# Moliy
Moliy Ama Montgomery (* 4. Oktober 2001 in Accra, Ghana) ist eine ghanaische Sängerin.

## Leben
Moliy wurde in Ghanas Hauptstadt Accra geboren und wuchs auch dort auf. Sie machte sich ab 2020 einen Namen als Sängerin. Ihre Debüt-EP Wondergirl erhielt in Gambia, Nigeria und Kenia viel Airplay. 2021 zog sie nach Florida.
Im gleichen Jahr erschien ein Remix ihres Songs Sad Girlz Luv Money mit Amaarae, bei dem auch Kali Uchis vertreten war. Der Song war außerordentlich erfolgreich und erreichte zahlreiche Charts auf der ganzen Welt. In den Vereinigten Staaten und Kanada wurde er mit Platin ausgezeichnet.
2024 hatte die Sängerin mit Shake It to the Max (Fly) ihren nächsten Hit. Der Dancehall-Song mit dem jamaikanischen Produzenten Silent Addy erreichte zahlreiche Chartplatzierungen, nicht zuletzt durch eine Remix featuring Shenseea und Skillibeng.

## Diskografie

### Studioalben
- 2022: Honey Doom (Platinum Vision Lab)

### EPs
- 2021: Wondergirl (Platinum Vision Lab)
- 2022: Mahogany St (Platinum Vision Lab)

### Singles
| Jahr | Titel Album                                  | Höchstplatzierung, Gesamtwochen, AuszeichnungChartplatzierungen (Jahr, Titel, Album, Platzierungen, Wochen, Auszeichnungen, Anmerkungen) | Höchstplatzierung, Gesamtwochen, AuszeichnungChartplatzierungen (Jahr, Titel, Album, Platzierungen, Wochen, Auszeichnungen, Anmerkungen) | Höchstplatzierung, Gesamtwochen, AuszeichnungChartplatzierungen (Jahr, Titel, Album, Platzierungen, Wochen, Auszeichnungen, Anmerkungen) | Höchstplatzierung, Gesamtwochen, AuszeichnungChartplatzierungen (Jahr, Titel, Album, Platzierungen, Wochen, Auszeichnungen, Anmerkungen) | Höchstplatzierung, Gesamtwochen, AuszeichnungChartplatzierungen (Jahr, Titel, Album, Platzierungen, Wochen, Auszeichnungen, Anmerkungen) | Anmerkungen                                                                                    |
| Jahr | Titel Album                                  | DE | AT | CH | UK | US | Anmerkungen                                                                                    |
| ---- | -------------------------------------------- | --- | --- | --- | --- | --- | ---------------------------------------------------------------------------------------------- |
| 2021 | Sad Girlz Luv Money The Angel You Don’t Know | DE64 (2 Wo.)DE | AT49 (2 Wo.)AT | CH18 (7 Wo.)CH | UK29 Silber · (12 Wo.)UK | US80 Platin · (3 Wo.)US | Erstveröffentlichung: 31. Oktober 2021 Verkäufe: + 1.005.000; Amaarae & Moliy feat. Kali Uchis |
| 2024 | Shake It to the Max (Fly) –                  | DE10 (… Wo.)DE | AT10 (… Wo.)AT | CH11 (… Wo.)CH | UK12 Silber · (… Wo.)UK | US44 (… Wo.)US | Erstveröffentlichung: 3. Dezember 2024 Moliy & Silent Addy                                     |

Weitere Singles
- 2021: Deja Vu
- 2022: Love Doc
- 2022: In a Loop (mit Boj & Mellissa)
- 2022: The Place
- 2022: Hard (mit Moonchild Sanelly)
- 2023: Pacifier (mit Love Moor)
- 2023: No Lovin (Br3nya feat. Moliy)
- 2024: Risk (Shekhinah feat. Moliy)
- 2024: Calendar (mit Kojo Black)
- 2024: When I Wake Up (Sneakbo feat. Moliy)
- 2024: b2b (mit Gafacci & Jarreau Vabdal)

## Auszeichnungen für Musikverkäufe
| Goldene Schallplatte - Frankreich - 2025: für die Single Shake It to the Max (Fly) - Griechenland - 2025: für die Single Shake It to the Max (Fly) - Neuseeland - 2021: für die Single Sad Girlz Luv Money | Platin-Schallplatte - Kanada - 2019: für die Single Sad Girlz Luv Money |

Anmerkung: Auszeichnungen in Ländern aus den Charttabellen bzw. Chartboxen sind in ebendiesen zu finden.
| Land/RegionAuszeichnungen für Musikverkäufe (Land/Region, Auszeichnungen, Verkäufe, Quellen) | Silber     | Gold     | Platin     | Verkäufe  | Quellen          |
| -------------------------------------------------------------------------------------------- | ---------- | -------- | ---------- | --------- | ---------------- |
| Frankreich (SNEP)                                                                            | —          | Gold1    | —          | 100.000   | snepmusique.com  |
| Griechenland (IFPI)                                                                          | —          | Gold1    | —          | 10.000    | Einzelnachweise  |
| Neuseeland (RMNZ)                                                                            | —          | Gold1    | —          | 15.000    | radioscope.co.nz |
| Kanada (MC)                                                                                  | —          | —        | Platin1    | 80.000    | musiccanada.com  |
| Vereinigte Staaten (RIAA)                                                                    | —          | —        | Platin1    | 1.000.000 | riaa.com         |
| Vereinigtes Königreich (BPI)                                                                 | 2× Silber2 | —        | —          | 400.000   | bpi.co.uk        |
| Insgesamt                                                                                    | 2× Silber2 | 3× Gold3 | 2× Platin2 |           |                  |